# Платохин, Евгений Николаевич
Евгений Николаевич Платохин (26 мая 1954, Кемерово — 6 мая 2006, Томск) — советский и российский актёр театра и кино.

## Биография
Учился на актёрском факультете музыкального училища. В 1977—1985 и 2000—2006 годах — актёр Томского драматического театра.
В 1985 году был приглашен в Ленинград режиссёром Константином Лопушанским, которому коллега Платохина по театру показал его фотографию.
В 1986—2000 годах жил и работал в Москве. Обладая колоритной и экстравагантной внешностью, запомнился зрителям блестящим исполнением ролей отрицательных персонажей в костюмно-приключенческих картинах. К нему приклеилось злодейское амплуа — например, роль бандита Луиджи Вампа в «Узнике замка Иф» (1988), роль слуги в «Проклятие Дюран» (1993).
Познакомившись на съёмках последней серии «Приключений Шерлока Холмса» с Василием Ливановым и Виталием Соломиным, ушёл в их театр «Детектив», где работал в компании Сергея Шакурова, Валентина Смирнитского и др.
Снимался в клипе Александра Буйнова «Пустой бамбук».
В 2000 году вернулся в Томск — по семейным обстоятельствам. Был занят в большинстве постановок Томского театра драмы.
Был другом актёра театра и кино Виктора Авилова.
Похоронен на Северном кладбище в Томске.

## Фильмография
- 1986 — Знак беды — Потап Колондёнок
- 1986 — Исключения без правил — лохматый сотрудник лаборатории в очках (в титрах Е. Платонин)
- 1986 — Приключения Шерлока Холмса и доктора Ватсона. Двадцатый век начинается — Эдуардо Лукаш (озвучил — Андрей Ургант)
- 1986 — Прости — приятель Александра Семеновича
- 1986 — Письма мёртвого человека — проверяющий санитар в бункере Пастора (сиротском приюте)
- 1986-1987 — Жизнь Клима Самгина — Филимон Матвеевич, школьный учитель
- 1987 — Катенька — жандарм
- 1988 — Узник замка Иф — Луиджи Вампа
- 1989 — Вход в лабиринт — подполковник милиции
- 1989 — Филипп Траум — судья Вюрбург, отец Николауса
- 1990 — Похороны Сталина — лысый
- 1993 — Играем «Зомби», или Жизнь после битв — Петр
- 1993 — Месть шута — Джиованна
- 1993 — Налетъ — рапирист Кочкин
- 1993 — Проклятие Дюран — Кола (озвучил Валерий Кравченко)
- 1994 — Русский транзит — кочегар